# Хан, Александра Степановна
Алекса́ндра Степа́новна Хан (1906—1988) — бригадир рыболовецкой бригады управления сейнерного флота Сахалинрыбпрома. Единственная кореянка в РСФСР, удостоенная звания Героя Социалистического Труда (1960).

## Биография
Родилась в 1906 году в крестьянской семье, в корейской деревне Нижняя Янчихе Янчихинской волости Посьетского стана Южно-Уссурийского округа Приморской области Российской империи. Окончила семь классов. Трудилась в детских яслях (1923—1925). В 1926 году, выйдя замуж за партийного работника В. И. Пака, переехала в Хабаровск, где работала заведующей библиотекой краевой партийной школы (1926—1932), а с 1935 года — в библиотеке комвуза Хабаровского гороно. В сентябре 1937 году её муж был арестован (расстрелян 4 мая 1938 года), после чего её депортировали в Казахскую ССР, где она была определена на спецпоселение в Актюбинской области. Проживала в городе Кзыл-Орда. До 1942 года работала в сельскохозяйственной артели «Трудовик», затем инспектором Госстраха, пока в 1947 году не переехала в Сахалинскую область, в город Холмск, где сначала устроилась переводчиком среди местных корейцев, проживавших в присоединённой к СССР южной части Сахалина. В этом же году стала инициатором создания корейской рыболовецкой бригады  в составе Южно-Сахалинского госрыбтреста.
6 апреля 1948 года бригада Александры Хан вышла в море и спустя два дня сдала 2,5 центнеров сельди, выполнив годовой план добычи рыбы. За первый год работы бригада перевыполнила план на 252 %. В 1949 году бригада выловила около 10 тысяч тонн сельди, выполнив трёхлетний план, в 1950 году — план был перевыполнен на 177 %, в 1951 году был сдан улов сельди в размере 8915 центнеров, что составило трёхлетний план по улову рыбы. За 13 лет её руководства бригадой было сдано около 90 тысяч центнеров рыбы. За эти выдающиеся трудовые достижения была в 1957 году награждена Орденом Ленина.
В 1958 году вступила в КПСС. С 1959 года трудилась бригадиром в сейнерном рыболовецком флоте Сахалинрыбпрома. Указом Президиума Верховного Совета СССР от 7 марта 1960 года «в ознаменование 50-летия Международного женского дня, за выдающиеся достижения в труде и особо плодотворную общественную деятельность» удостоена звания Героя Социалистического Труда с вручением ордена Ленина и золотой медали «Серп и Молот».
Избиралась членом Холмского райкома КПСС и дважды — членом Сахалинского обкома КПСС, делегатом XXIII съезда КПСС.
В последующие годы бригада Александры показывала высокие результаты по добыче рыбы. В 1967 году бригада перевыполнила план на 360,5 % и в 1968 году — 223,8 %.
В ноябре 1970 года её с почётом проводили на заслуженный отдых, после чего она переехала с Сахалина в город Химки, где трудилась главным технологом на рыбообрабатывающем предприятии.
Скончалась 8 мая 1988 года. Похоронена на Машкинском кладбище.

## Память
В 2006 году в городе Холмск на доме № 10 по улице Чехова, где проживала Александра Хан, была установлена мемориальная табличка.

## Награды
- Герой Социалистического Труда
- Орден Ленина — дважды
- Медаль «За доблестный труд в Великой Отечественной войне 1941—1945 гг.»